# Kristina från Duvemåla
Kristina från Duvemåla är en svensk musikal från 1995 med musik av Benny Andersson. Librettot av Björn Ulvaeus är baserat på Vilhelm Mobergs utvandrarsvit. Musikalen är dramatiserad av Lars Rudolfsson och Jan Mark och regisserad av Lars Rudolfsson. Kreativ samverkan har skett med Carl-Johan Seth

## Historik
Urpremiären ägde rum på Malmö musikteater, och i huvudrollerna syntes bland andra Helen Sjöholm (Kristina), Anders Ekborg (Karl Oskar), Åsa Bergh (Ulrika)  och Peter Jöback (Robert). Föreställningen flyttades senare till Göteborgsoperan (1996) och Cirkus i Stockholm (1998). Därefter har den visats i konsertform på turné i Sverige 2001, liksom i de så kallade svenskbygderna i Minnesota, USA.
Musikalen har blivit översatt till engelska av Björn Ulvaeus och Herbert Kretzmer, som gjorde de engelska sångtexterna till Les Misérables. De siktade mot en Broadwayuppsättning och gjorde under vintern 2006 provföreställningar, i workshop-form, i syfte att prova den engelska texten, korta föreställningen och minska antalet aktörer. I en tidningsintervju i Dagens Nyheter den 28 oktober 2007 har Andersson emellertid meddelat, att projektet tills vidare lagts på is eftersom "ingen faktiskt tyckte att det var en så jättebra idé med en fyra och en halv timme lång historia om svenska invandrare". I stället för en full uppsättning framfördes en konsertversion på engelska kallad Kristina i Carnegie Hall, New York, den 23 september 2009. Konsertversionen framfördes också i Royal Albert Hall, London, den 14 april 2010.
År 2012 sattes Kristina från Duvemåla upp på Svenska Teatern i Helsingfors där den under drygt ett år spelade för utsålda hus. I huvudrollerna syntes då Maria Ylipää, Robert Noack, Birthe Wingren och Oskar Nilsson.
Hösten 2014 hade musikalen premiär på Göteborgsoperan, med samma huvudrollsinnehavare. Där spelade den till och med försommaren 2015.
I september samma år hade den premiär på Cirkus i Stockholm där den spelades till och med 3 januari 2016.
Hösten 2016 hade konsertversionen premiär i Norge på Lillestrøm Kultursenter. Den sjöngs på svenska. Reidun Sæther spelade Kristina och Espen Grjotheim spelade Karl Oskar. Denna uppsättning spelades senare på Lørenskog Hus, Lørenskog och Ullensaker Kulturhus, Jessheim. Anders Eljas var dirigent för Romerike symfoniorkester och St. Laurentius kör.
Vid det förberedande arbetet av musikalen vände sig Andersson och Ulvaeus till dramatikern Carl-Johan Seth, som levererade ett manus. Han stod även som manusförfattare vid premiären i Malmö den 7 oktober 1995 men namnet har sedan strukits. Enligt Andersson och Ulvaeus var inte detta manus användbart, varför regissören Lars Rudolfsson och dramaturgen Jan Mark kom in i bilden. Tvisten avgjordes i Stockholms tingsrätt i februari 2007 och rätten dömde i Anderssons och Ulvaeus favör. Parterna gjorde senare en förlikning och domen upphävdes därför. Detta innebär att Seths betydelse för musikalen framgår vid framtida uppsättningar. Carl-Johan Seths insats för verket anges som "kreativ samverkan" med Benny Andersson och Björn Ulvaeus.

### Verklighetens Kristina från Duvemåla
I ett avsnitt av Antikrundan, kom en man in med en samling böcker av Vilhelm Moberg. I nästan samtliga böcker fanns en dedikation till "Kristina som lånat ut sitt namn till huvudpersonen". På premiären satt hon i publiken i musikalen. Kristina själv dog 2005.

## Handling

### Prolog
Nils har i 25 år slitit med sitt spett för att röja undan stenar från åkrarna på Korpamoen, hans gård i Ljuders socken i Småland. En dag slinter dock jorden under honom och han får en stor sten över sig, som knäcker både ben och höft. Som krympling kan han inte längre arbeta och måste sälja gården. Knappt myndige sonen Karl Oskar övertygar föräldrarna att han själv är mogen att ha sitt eget på Korpamoen och köper så gården för 1700 riksdaler. Men... ska man vara bonde, så behöver man en kvinna också.

### Akt I
Kristina sitter på sin repgunga i hagen i Duvemåla, Småland. Året är 1844 och som alla dagar väntar hon på sin älskade Karl Oskar. Hon sjunger om hans väg från sitt föräldrahem Korpamoen till Duvemåla, genom ängar och hagar, över grind och stätta. Som alltid kommer Karl Oskar till henne, men denna dag är speciell. Karl Oskar kommer med ett glädjebesked; han får ta över sina föräldrars gård. Efter tre års väntan kan Karl Oskar nu äntligen fria till sin käresta och bröllop firas i Duvemåla.
Liksom Oskar I är Kung över Sverige så är nu Karl Oskar regent över Stenriket där han, liksom sin far måste slita varje dag med att röja undan sten från åkrarna. Kristina oroar sig över att de inte ska kunna föda de barn de sätter till världen och frågar sin make om de inte borde avstå från att ha samröre med varandra. Men Karl Oskar säger att det vore ett svek mot deras kärlek att för all framtid hålla sig ifrån varandra och Kristina instämmer.
Karl Oskar har en yngre bror, drömmaren Robert. I soluppgången en majmorgon lämnar denne föräldrahemmet för att tillträda sin första drängtjänst hos bonden Aron, på gården Nybacken. Men Robert trivs inte med tillvaron, han står inte ut med tanken på att slava under en husbonde. I hemlighet drömmer han om att ge sig iväg från Ljuder, iväg långt bort. Han stannar till vid en bäck och ser det flödande vattnet, som ständigt rinner fram på sin väg mot havet.
I två år går det väl för Karl Oskar och Kristina. Men på det tredje året dränks all gröda i regn och det fjärde året förbränner torkan allt. Det är svåra tider och barnen bli allt fler. Det känns som om hemlandets mark är förbannad. I ett gräl med Kristina klandrar Karl Oskar Gud och säger att om han nu tagit så mycket av deras vete, kan Han ju lika gärna ta resten. Samma natt bryter åskan ut och deras ängahus med allt samlat vete brinner ner.
Hos Aron på Nybacken sliter Robert hårt tillsammans med sin drängkamrat Arvid. I hemlighet drömmer de båda om att rymma iväg från gården och fly landet med skeppen från Karlshamn; Robert vill komma till ett land där husbönder saknas och Arvid vill fly bort från sin husmor som ständigt beskyller honom för att ha beblandat sig med kreatur. Båda drömmer om ett land där man kan äta sig mätt varje dag, ett land där alla är jämställda.
Kristina är tacksam över det liv hon har tillsammans med Karl Oskar och barnen; de är hennes allt.
En dag kommer Robert tillbaka till Korpamoen. Han har blivit illa slagen av sin husbonde och rymt från Nybacken. Han ber Karl Oskar om att få ut sin arvslott ur gården, han vill bege sig till Nordamerika. Karl Oskar överraskar med att berätta att han har gått i samma tankar, men Kristina säger nej.
Kristinas morbror, Danjel i Kärragärde, får en natt en uppenbarelse. Han möter ingen annan än Frälsaren själv, Jesus Kristus, tillsammans med Danjels döda morbror Åke. Den senare förklarar för Danjel att han måste slutföra det arbete Åke blev fängslad för: predika Guds sanna ord på jorden. Danjel lyder, och blir på sätt och vis en ny man. Han kallar utstötta människor i Ljuder till sig, däribland den före detta sockenhoran Ulrika i Västergöhl, som tillsammans med sin dotter Elin numera ingår i hans familj. Även Arvid, som även han flytt från Nybacken, har nu fått en fristad hos Danjel. Flera gånger blir Danjel förbjuden av prosten i församlingen, Brusander, att fortsätta predika Guds ord och dela ut nattvard. En natt, när Danjel håller bönemöte i sitt hus, kommer prosten, länsman och kyrkvärden på oannonserat besök och ertappar så de därvarande på bar gärning, varefter de blir stämda till tinget.
Ulrika reagerar: Varför är kyrkvärden, som förr om åren brukade komma till henne med riksdalern i handen, inte förbjuden nattvarden i kyrkan? Ända sedan Ulrika såldes på auktion som fyraåring har hon varit utsatt och förnedrad. Men nu har hon fått nog. Hon förklarar för sin dotter Elin att aldrig ska någon få se ner på henne på samma sätt som de gjort med hennes mor.
Tillsammans med Danjels familj bestämmer sig Ulrika och Elin för att fly landet.
Karl Oskar fantiserar om Nordamerika, ett land där vetet står högt på åkrarna. Men Kristina och föräldrarna försöker övertyga honom om att det säkert blir bättre tider snart, och att om de reser så kommer de aldrig kunna fara tillbaka.
Det är en kall vinter med ont om mat och alla går hungriga. Kristina har fått ett barn till och samlat lite korngryn, smör och socker för att göra "kristningsgröt" till dopfirandet. När äldsta dottern Anna ser gröten, kan hon inte låta bli att äta den. Men utsvulten som hon är klarar hon inte av det, gröten sväller i magen och Anna dör. Kristina förnimmer ett oändligt mörker - hon måste bort. Om Gud på fasta land vill lägga deras små i graven, då är de säkert lika trygga på det vilda havet.
Trots Prosten Brusanders ihärdiga försök att övertyga dem att stanna, så samlas ett sällskap på 16 personer för att ta sig till Karlshamn, där Amerikaskeppen reser ifrån. I sällskapet ingår Karl Oskar och Kristina med barn, Robert, Danjel och Inga-Lena med barn, Ulrika med dotter samt Roberts drängkamrat Arvid.
Inför resan är Kristina vettskrämd. Hon är rädd för vattnet, för havet har hon aldrig sett. Karl Oskar ser bara möjligheterna. Briggen Charlotta avseglar från Karlshamn den 14 april 1850 med New York som destinationsort.
Det blir en hemsk resa. I de trånga utrymmena på mellandäck där passagerarna tvingas leva, upptäcker Kristina att hon är nerlusad. Hon skyller orätt på den tidigare horan Ulrika för att ha lusat ner henne. På skeppet finns också Fina-Kajsa, en äldre änka som släpat med sig en slipsten ombord. Den ska hon ge till sin son, för slipstenar skall tydligen vara dyra och hemskt dåliga i Amerika. Fina-Kajsa berättar för resenärerna om hur lössen skapades. 
Stormarna på oceanen är fruktansvärda. Kristina blir svårt sjuk av skörbjugg och Karl Oskar är rädd att förlora henne. Men Kristina bättrar sig oväntat, istället är det en annan man som förlorar sin hustru. Danjels käresta Inga-Lena har länge varit sjuk, men har inte velat visa det för sin man. En begravningsceremoni hålls ombord på skeppet.
Fina-Kajsa läser ständigt i ett brev från sin son, där denne skriver att på hans ort, där är mycket god åkerjord och han har tagit upp hundra tunnland åker. Karl Oskar frågar om det står någon adress på kuvertet, och Fina-Kajsa läser upp orten Taylors Falls, Minnesota.
Karl Oskar säger att det var ju lätt att lägga på minnet, och denna ort blir således målet för deras resa.
Slutligen, efter över två månader på havet, når utvandrarna Battery Park i New York. Där går vackert klädda människor omkring. De ser inte de uttröttade, trasiga immigranterna och ingen i sällskapet kan förstå det nya, främmande språket. Karl Oskar får dock äpplen till skänks och ger ett till Kristina; det får henne att minnas Duvemålas astrakaner och hon längtar hem; där firar man midsommar just nu.
Resan går vidare med ångvagn och ångbåt, genom nätter och dagar. Överallt syns fina och välklädda människor, ingen tycks se de fattiga immigranterna. Den fina maten har de inte råd att köpa. Vid ett landhugg försvinner Karl Oskars och Kristinas dotter Lill-Märta spårlöst. Förgäves söker de efter flickan bland de oförstående amerikanerna, men utan resultat. I sista stund, när hjulångaren redan börjat lägga ut, finner Ulrika Märta och överlämnar henne till föräldrarna. 
En natt hamnar sällskapet på en brygga i Stillwater, det är mörkt och regnigt, och ingen förstår vad de säger; de är helt övergivna. Men som ett ljus i mörkret dyker baptistpastorn Henry Ó Jackson upp. Han ger den lilla skaran husrum, värme och mat. Kvinnorna förundras; tänk att män som han kan finnas.
Robert och dennes vän Arvid beslutar sig, trots Karl Oskars invändningar, för att fara till Kaliforniens guldfält och söka lyckan. Karl Oskar får höra talas om en sjö vid namn Ki-Chi-Saga, där alla vattendrag har sitt utflöde. Dit tar han sig tillsammans med Kristina; där tänker de bygga sitt nya hem. Kristina föder här, med Ulrika till hjälp, sitt barn; ett barn som, olikt alla andra Utvandrare, legat i trygghet under hela resan.
Karl Oskar läser julevangeliet för sin lilla familj och Kristina berättar för sin nyfödde son om landet där långt i fjärran, det land där hennes kära äppelträd fortfarande ger frukt om somrarna.

### Akt II
Tiden går och hus byggs. Livet börjar om från början vid stranden av Ki-Chi-Saga. Kristina verkar vara ensam om sin hemlängtan, men Karl Oskar ser den. Han visar henne då första dottern Annas gamla skor; de påminner om varför de lämnade hemlandet.
En jul så överraskar Karl Oskar och barnen Kristina med en gjutjärnsspis som får namnet Präriens drottning. Gästerna anländer för att fira jul, men festen slutar med ett gräl mellan Karl Oskar och en pälsjägare vid namn Nöjd, vilken hävdar att marken inte är Karl Oskars, utan att den är stulen från indianerna. Karl Oskar minns den steniga marken på Korpamoen, de sju tunnland åker som skulle föda hela hans familj. Han anser att han verkligen gjort rätt för den mark som han röjt i det nya landet.
En kväll i juni kommer en främmande karl nere vid sjöstranden. Han är ytterligt mager, kläderna är för stora, och han går som om han inte hade någon styrsel på sin gängliga kropp. Robert har kommit tillbaka från guldfälten. Han berättar för Kristina om hur han förlorat Arvid och att han till slut försonats med sitt öde. De pengar han skänker Karl Oskar visar sig vara falska. Karl Oskar blir ursinnig och Robert drar sig sårad undan. Sjuk och som en bruten man dör Robert invid en bäck; symbolen för den frihet han aldrig fann. Tätt intill guldsökarens orörliga kropp flyter bäcken fram i sin fåra och skyndar sig bort för att förena sig med större vatten.
Bönderna sår och här i nya världen växer åkrarna högre än de någonsin gjorde i Sverige. Det gör även det astrakanträd som Karl Oskar odlat efter att ha skrivit hem till Kristinas far Sverige, som skickat kärnor från Kristinas älskade träd därhemma.
Till skillnad från i Sverige verkar inte manfolket i Amerika ha något som helst emot den gamla sockenhoran Ulrika. Här har hon haft många friare, men för Kristina berättar hon att hon slutligen har bestämt sig för att gifta sig med pastor Jackson och att hon ska låta döpa sig till baptist. Kristina och Ulrika har funnit vänskapen; en vänskap som ingen någonsin trott skulle kunna existera.
Kristina berättar inte för Karl Oskar om de smärtor hon känner i underlivet; hon tror att de skall gå över. Men hon får missfall och doktorn säger att hon aldrig mer får bli med barn - det skulle betyda döden. För första gången i sitt liv tvivlar Kristina på Gud. Han har tagit hennes barn och hennes man ifrån henne, och hon känner sig som en främling i det nya landet. Till slut övervinner hon dock sitt tvivel och beslutar sig för att lämna sitt liv i Guds händer.
Med tiden mår Kristina bättre, och efter en skördefest närmar hon sig Karl Oskar för första gången sedan sitt missfall. Karl Oskar försöker avstyra henne. Kristina upprepar då de ord Karl Oskar sade för så länge sedan; det vore ett svek mot deras kärlek att för all framtid hålla sig ifrån varandra, och snart är hon med barn igen. Karl Oskar känner stora skuldkänslor, men Kristina försöker trösta honom, och menar att han inte gjort något fel.
Söndagen den 17 augusti 1862 fick den unga staten Minnesota sitt eget inbördeskrig. Det stora Sioux-upproret börjas av ett folk som alltför länge fått utstå hunger. Och... Kristina är återigen en välsignad kvinna. Hon ber Gud om hjälp att ta bort Karl Oskars ängslan. Nybyggarna flyr undan indianerna och vet inte vart de skall ta vägen. Det verkar som om allt de byggt och skapat i Den Nya Världen skall tas dem ifrån.
Karl Oskar är den enda nybyggaren som stannar kvar i St. Croixdalen. Danjel tar hand om barnen. Kristina har fått missfall igen och Karl Oskar tänker vaka över sin sjuka hustru, så länge hennes liv varar. Hon jämrar sig sakta i sin dvala. När han lutar sig över henne ser han att hon, för första gången på tre dygn, känner igen honom.
I tre somrar har Kristinas apel blommat, men frosten har tagit bort blommorna. Det fjärde året mognar dock äpplena. Karl Oskar ger henne det första av de mogna äpplena, och hon luktar på det. Nu är hennes liv fullbordat. Hon förklarar för Karl Oskar att hon är i Gott bevar och lovar att hon ska stå och vänta på honom vid grinden i Duvemåla Hage, precis som hon gjorde för så många år sedan. Lugnt och stilla dör sedan Kristina från Duvemåla i sin makes armar.

## Musiknummer i originaluppsättningen
| - Prolog (Orkester, Nils, Märta, Karl Oskar, Robert) - Duvemåla hage (Kristina) - Min lust till dig/Bröllopet (Kristina, Karl Oskar, Nils, Märta, Ensemble) - Kung i stenrike (Kristina, Karl Oskar) - Robert vid bäcken (Robert) - Missväxt (Kristina, Karl Oskar, Anna, Ensemble) - Blåklintstäcket (Kristina) - Bröderna vill åka till Nordamerika (Karl Oskar, Robert, Kristina) - Bönemötet (Danjel, Inga-Lena, Ulrika, Elin, Arvid m.fl.) - Aldrig (Ulrika) - Om ett fat korngrynsgröt (Kristina, Karl Oskar, Nils, Märta, Ensemble) - Vi öppnar alla grindar (Brusander, Kristina, Karl Oskar, Robert, Ulrika, Danjel, Ensemble) - Bönder på havet (Ensemble) - Löss (Ulrika, Kristina, Fina-Kajsa, Danjel, Ensemble) - Kristina nära döden (Karl Oskar) - Begravning till sjöss (Kapten Lorenz m.fl.) - Battery Park - New York (Ensemble, Danjel, Robert, Fina-Kajsa, Ulrika) - Hemma (Kristina) - Resan i Amerika/Från New York till Stillwater (Ensemble, Danjel) - Hemma hos Pastor Jackson (Robert, Arvid, Karl Oskar) - Tänk att män som han kan finnas (Pastor Jackson, Kristina, Ulrika, Elin, Fina-Kajsa) - Modern och barnet (Kristina) | - Överheten (Ensemble, Ulrika, Danjel, Fina-Kajsa, Karl Oskar, Kristina) - Ljusa kvällar om våren (Kristina, Karl Oskar, Anna med änglar) - Präriens drottning (Barnen, Karl Oskar, Kristina, Nöjd, Fina-Kajsa, Abbot, Ensemble) - Vildgräs (Karl Oskar) - Robert kommer tillbaka/Guldet blev till sand (Robert, Kristina, lill-Märta) - Wild Cat money (Karl Oskar, Robert) - Robert vid bäcken- repris (Robert) - Åkern (Orkester, Kristina, Karl Oskar, Ensemble) - Ulrikas tre friare (Ulrika, Kristina, Nöjd, Abbott, Thomassen) - Ett herrans underverk (Ulrika, Kristina) - Dop (Ensemble, Pastor Jackson, Ulrika, Elin) - Missfall (Ulrika, Karl Oskar) - Du måste finnas (Kristina) - Skördefest (Orkester, Karl Oskar, Ulrika, Danjel, Kristina) - Här har du mig Igen (Kristina, Karl Oskar) - Red Iron/Hjälp mig trösta (Red Iron, Kristina, Nöjd) - De flyendes kör (Ensemble) - I gott bevar (Kristina, Karl Oskar) |

## Roller
Detta är rollbesättningen från originaluppsättningen i Malmö. Till Göteborgs- och Stockholmsuppsättningarna gjordes en hel del ändringar i skådespelarensemblen; bland annat spelade Peter Jöback endast en fjärdedel av föreställningarna, och Jan Åström tog över rollen som Samuel Nöjd.
- Kristina – Helen Sjöholm
- Karl Oskar – Anders Ekborg
- Märta (Karl Oskars mor) – Agneta von Hofsten
- Nils (Karl Oskars far) – Bo Christer Hjelte
- Robert – Peter Jöback
- Anna – Mathilde Forslund
- Danjel – Tommy Juth
- Ulrika i Västergöhl – Åsa Bergh
- Elin – Ylva Nordin/Jessica Axelsson
- Brusander – Clas Sköld
- Lönnegren – Lars Tibell
- Per Persson – Lennart Hillman
- Krusell – Johan Weigel
- Arvid – Lars Leishem
- Fina-Kajsa – Marianne Mörck
- Inga-Lena – Lena Hansson
- Kapten Lorenz – Hans-Christian Quist
- Pastor Jackson – Ed Damron
- Lill-Märta – Sally Palmquist Procopé, Diana Nord
- Thomassen – Olov Haugan
- Abbot – Lars Tibell
- Samuel Nöjd – Bengt Göran Persson
- Red Iron – Oscar Salazar

Övriga barn spelades av:
- Filip Olsson
- Max Parknäs
- Benjamin Jacobsson Palmqvist
- Melker Sörensen
- Anna Furstenberg
- Sanna Johansson
- Mario Prangasevic

Även namngivna statistroller, bland annat Jesus, fyra skelett, fattighjon och Danjels döda morbror förekommer i musikalen.

## Senare uppsättningar

### Svenska Teatern 2012–2013
Våren 2012 hade Kristina från Duvemåla premiär på Svenska Teatern i Helsingfors . Detta efter att det ursprungliga produktionsteamet, däribland Andersson, Ulvaeus, Lars Rudolfsson och Anders Eljas, den 9 december 2009 skrivit på ett kontrakt med teatern för att börja skapa föreställningen. 
Musikalen spelade sedan fram till sommaren 2013 för utsålda hus.
För att anpassa musikalen för en mellanstor teater gjordes inför uppsättningen bland annat bearbetningar av scenografi, kör och orkester. Man passade på att göra en liten förkortning av musikalens spellängd, bland annat genom förkortning och hopslagning av vissa sångnummer. Man skrev också en ny sång, "Kristinas äppelträd" som ersatte en tidigare sång om Kristinas brudtäcke (Blåklintstäcket).

### Göteborgsoperan 2014–2015
Kristina från Duvemåla hade premiär på Göteborgsoperan den 25 oktober 2014. De fyra huvudrollerna och rollen som pastor Jackson innehades av samma skådespelare som i Helsingfors-uppsättningen. Övriga roller, ensemble och orkester var till stor del Göteborgsoperans egna.
Denna uppsättning var samma version som den som spelades i Helsingfors, och det var därmed samma musiknummer. De enda större förändringarna var ett nytt orkesterarrangemang och vissa smärre ändringar i dialogen.

### Cirkus 2015–2016
Den 12 september 2015 hade musikalen premiär på Cirkus i Stockholm. Huvudrollerna innehades återigen av Maria Ylipää, Robert Noack, Birthe Wingren och Oskar Nilsson. Pastor Jackson spelades av Glenn Edell som även han varit med i Helsingfors och Göteborg. Edell är även 1:a cover för Karl Oskar. Som cover för Kristina spelar Josefine Isaksson och Kristin Lidström. Även flera i övriga ensemblen medföljde från Göteborgsoperan. Förändringar från Göteborgsuppsättningen var få, men bestod av vissa små ändringar i orkesterarrangemang, dialog och sångtexter.
Den 7 oktober uppmärksammades att det var 20 år sedan musikalens urpremiär i Malmö. Till denna dags föreställning fanns i publiken bland andra, förutom Björn Ulvaeus, Benny Andersson och Lars Rudolfsson, även stora delar av originalensemblen; inklusive Helen Sjöholm, Peter Jöback, Anders Ekborg och Åsa Bergh. Den 7 november spelades den 1000:e föreställningen av Kristina från Duvemåla.
Den sista föreställningen av denna Kristina från Duvemåla-uppsättning spelades för ett utsålt Cirkus den 3 januari 2016. I publiken var bland annat Björn Ulvaeus och Benny Andersson närvarande. Sammanlagt har Kristina från Duvemåla setts av runt 1,6 miljoner besökare.

### Roller i 2012–2016 års uppsättningar
Huvudrollerna har i alla tre uppsättningarna under åren 2012 till 2016 spelades av:
- Maria Ylipää - Kristina
- Robert Noack - Karl Oskar[8]
- Birthe Wingren - Ulrika
- Oskar Nilsson - Robert

Även Glenn Edell som spelade Pastor Jackson har varit med i alla uppsättningarna. I Helsingfors syntes Peter Arnoldsson i rollen som Nils. Arnoldsson spelade på 1990-talet bland annat rollen som Arvid.

### Musiknummer i 2012, 2014 och 2015 års uppsättningar
| - Prolog - Orkester, Robert, Nils, Märta, Karl Oskar - Duvemåla hage - Kristina, Karl Oskar - Bröllopet/Min lust till dig - Kristina, Karl Oskar, Ensemble - Kung i Stenrike - Karl Oskar, Kristina - Ut mot ett hav/Robert vid bäcken - Robert - Missväxt - Kristina, Karl Oskar, Anna, Ensemble - Kristinas Äppelträd - Kristina - Nej/Bröderna vill åka till Nordamerika - Kristina, Robert, Karl Oskar - Bönemötet - Danjel, Inga-Lena, Ulrika, Arvid m.fl. - Aldrig - Ulrika - Om en veteåker - Kristina, Karl Oskar, Märta, Nils - Kom till mig alla - Ensemble, Kristina, Karl Oskar - Vi öppnar alla grindar - Brusander, Kristina, Robert, Karl Oskar, Danjel, Ulrika, m.fl. samt Ensemble. - Bönder på havet - Ensemble - Löss - Ulrika, Kristina, Danjel, Fina-Kajsa, Ensemble - Stanna/Kristina nära döden - Karl Oskar - Tre skovlar jord från Sverige/Begravning till sjöss - Danjel, Fina, Ulrika, Elin, Kapten Lorentz - Invandrare i Battery Park - Ensemble, Danjel, Fina-Kajsa, Robert - Hemma - Kristina - Resan i Amerika - Ensemble - Drömmen om Kalifornien/Hemma hos Pastor Jackson - Robert, Arvid, Karl Oskar - Tänk att män som han kan finnas - Pastor Jackson, Kristina, Ulrika, Elin, Fina-Kajsa - Modern och barnet - Kristina | - Överheten - Ensemble, Ulrika, Danjel, Karl Oskar, Kristina - Ljusa kvällar om våren - Kristina, Karl Oskar, Anna tillsammans med änglar - Präriens drottning - Barnen, Karl Oskar, Kristina, Ulrika, Danjel, Nöjd, Fina-Kajsa, Abbot, Ensemble. - Vildgräs - Karl Oskar - Roberts berättelse/Robert kommer tillbaka (inklusive Guldet blev till sand) - Robert, Kristina, Lill-Märta - Wild Cat Money - Karl Oskar, Robert - Ut mot ett hav/Robert vid bäcken (repris) - Robert - Åkern växer - Orkester, Kristina, Karl Oskar - Ulrikas tre friare - Ulrika, Kristina, Nöjd, Abbot, Thomassen - Ett Herrans underverk - Kristina, Ulrika - Ulrikas Dop - Ensemble, Pastor Jackson, Ulrika, Elin - Missfall - Ulrika, Karl Oskar - Du måste finnas - Kristina - Skördefesten - Ensemble, Karl Oskar, Ulrika, Danjel, Kristina - Här har du mig igen - Kristina, Karl Oskar - Siouxupproret/De flyendes kör - Nöjd, Kristina, Ensemble - Slutet/I gott bevar - Kristina, Karl Oskar |

### Konsertversion i Norge 2016
Hösten 2016 hade konsertversionen premiär i Norge på Lillestrøm Kultursenter. Konserten framfördes också på Lørenskog hus och Ullensaker Kultursenter, tillsammans 9 konserter. Det sjöngs på svenska. Reidun Sæther spelade Kristina och Espen Grjotheim spelade Karl Oskar. Anders Eljas var dirigent för Romerike symfoniorkester och St. Laurentius kör.
Detta är rollbesättningen från konsertversionen i Norge.
- Kristina – Reidun Sæther
- Karl Oskar – Espen Grjotheim
- Robert – Sigurd Marthinussen
- Ulrika – Kirsti Lucena Andersen
- Fina Kajsa – Hege Schøyen
- Danjel – Christian Ranke
- Arvid – Morten Gjerløw Larsen

### Bømlo Teater 2021
I augusti 2021 spelades Kristina från Duvemåla i full scenisk version för första gången i Norge, vid Bømlo Teater i Mosterhamn, Bømlo kommun i Norge. Den blev översätt til norska av Runa Våge Krukhaug. Produktionen regisserades av Jostein Kirkeby-Garstad, och dirigent och musikaliskt ansvarig var Gunvald Ottesen.
Roller:
- Kristina – Christine Guldbrandsen
- Karl Oskar – André Søfteland
- Robert – Anders Gjønnes
- Ulrika – Mareike Wang
- Fina Kajsa – Britt Synnøve Johanssen
- Danjel – Espen Hana
- Arvid – Håkon Kvarven Paulsen

### Lørenskog Hus 2024 och Oslo Konserthus
I oktober 2024 spelades Kristina från Duvemåla i full scenisk version i Lørenskog hus i Norge, brivid Oslo. Produktionen regisserades av Ola Beskow, Simen Gloppen och Guro Karijord, och dirigent och musikaliskt ansvarig var Anders Eljas.
Roller:
- Kristina – Sanne Kvitnes
- Karl Oskar – Anders Gjønnes
- Robert – Max Graarud
- Ulrika – Solveig Andsnes
- Danjel – Christian Ranke
- Fina Kajsa – Elise Hellem Ratvik
- Arvid – Frikk Hana

Samma ensemble framförde en konsertversion av musikalen i Oslo Konserthus i november 2024 under ledning av Anders Eljas, men den här gången spelades Robert av Espen Grjotheim och Fina Kaisa av Herborg Kråkevik. 

## Priser och nomineringar
| År   | Utmärkelse | Kategori                      | Nominerad                         | Resultat  |
| ---- | ---------- | ----------------------------- | --------------------------------- | --------- |
| 1998 | Guldmasken | Bästa kvinnliga musikalartist | Helen Sjöholm                     | Nominerad |
| 1998 | Guldmasken | Bästa manliga biroll          | Peter Jöback                      | Vann      |
| 1998 | Guldmasken | Bästa kvinnliga biroll        | Marianne Mörck                    | Vann      |
| 1998 | Guldmasken | Bästa regi                    | Lars Rudolfsson                   | Vann      |
| 1998 | Guldmasken | Juryns specialpris            | Björn Ulvaeus och Benny Andersson | Vann      |

## Diskografi

### Album
- 1996 - Kristina från Duvemåla: Den kompletta utgåvan
- 1999 - Sexton favoriter ur Kristina från Duvemåla

### Singlar
- 1996 - "Du måste finnas"
- 1997 - "Guldet blev till sand"
- 1997 - "Hemma"
- 1997 - "Vildgräs"
- 1998 - "Präriens drottning"